# Volkssternwarte Kempten

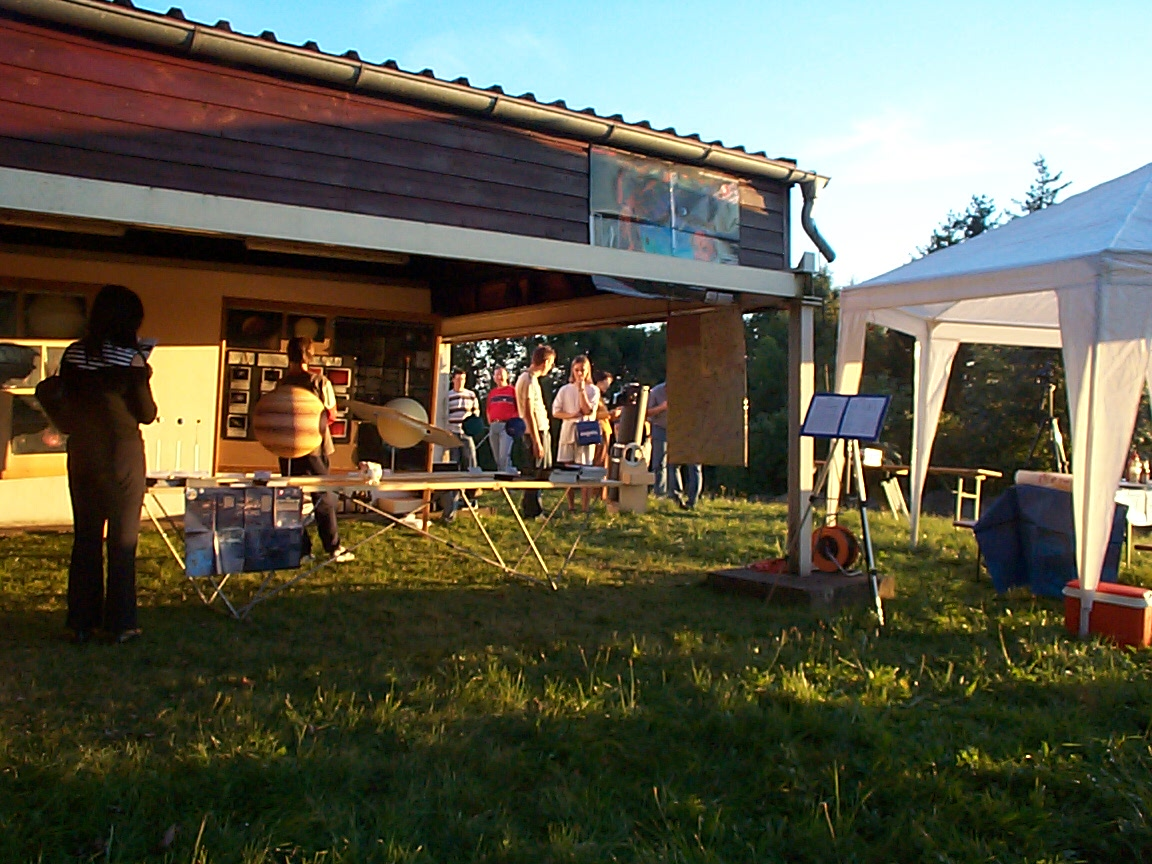
Volkssternwarte Kempten

Die Volkssternwarte Kempten befand sich neben der ehemaligen Jugendherberge Kempten auf einem Höhenrücken im Osten der Stadt und wurde von dem gleichnamigen gemeinnützigen Verein betrieben. Die letzte Beobachtung fand dort am 20. Oktober 2011 statt.
Derzeit ist der Neubau einer Sternwarte im Kemptener Umland geplant.

## Geschichte
In den 60er Jahren richtete das Deutsche Jugendherbergswerk zahlreiche Stationen zur Himmelsbeobachtung ein. So entstand neben der Jugendherberge Kempten eine Rolldachhütte aus Holz mit Kupferblechverkleidung. 1983 übernahm der Astronomische Arbeitskreis der Volkshochschule Kempten die Nutzung des seit längerem nicht mehr verwendeten Gebäudes. Aus diesem Arbeitskreis ging 1986 der Astronomieverein Kempten e. V. hervor, der 1989 mit dem Neubau eines größeren Sternwartengebäudes begann. Die neue Sternwarte wurde in Eigenleistung von den Vereinsmitgliedern errichtet und 1991 fertiggestellt. Es handelt sich um ein ca. 6 × 3,5 m großes Steingebäude, dessen Holzdach komplett abrollbar ist. 2002 benannte sich der Verein in Volkssternwarte Kempten e. V. um, um den populärastronomischen Charakter der Einrichtung und die Gemeinnützigkeit des Vereins zu unterstreichen.

## Instrumente
Die Volkssternwarte verfügt über ein 30-cm- und ein 20-cm-Newton-Teleskop und einen 10,5 cm Fraunhofer-Refraktor auf einer deutschen Montierung. Seit 1999 befindet sich in der Sternwarte ein weiterer Newton mit 45 cm Spiegeldurchmesser und 2000 mm Brennweite in Betrieb. Des Weiteren ist eine zur Astrokamera umgebaute DSLR zur Erstellung von astronomischen Aufnahmen vorhanden.

## Öffentlichkeitsarbeit
Aufgrund des Abrisses des alten Gebäudes und dem anstehenden Neubau werden momentan keine planmäßigen öffentlichen Beobachtungen statt. Momentan bietet die Volkssternwarte Kempten astronomische Beobachtungen in loser Folge unter freiem Himmel an.
Vorher bot die Sternwarte am ersten und am dritten Donnerstag im Monat öffentliche Beobachtungen an und veranstaltete Sonderführungen zu besonderen Anlässen, z. B. beim Merkur- oder Venus-Transit, bei der Marsopposition oder bei Sonnen- und Mondfinsternissen. Für angemeldete Gruppen stehen zusätzlich Vorträge über verschiedene astronomische Themen zur Verfügung.

## Neubau
Zurzeit beginnen die Planungen am Neubau, der in der Nähe des Eschacher Weihers entstehen soll, weit genug entfernt von Lichtverschmutzung durch künstliche Lichtquellen und auf ca. 1040 Meter Höhe ü. NN. Diese neue Sternwarte soll auf Grund ihrer Höhenlage den Namen Observatorium 1000+ erhalten.